# Yeşilköy (Bakırköy)
Pour les articles homonymes, voir Yeşilköy.
Yeşilköy (en turc : village vert) est un quartier du district de Bakırköy d'Istanbul en Turquie. Le district est situé sur la rive européenne. Yeşilköy contient l'aéroport Atatürk d'Istanbul.
Le quartier était autrefois une localité appelée Ayastefanos (en grec : Άγιος Στέφανος, Saint Étienne)), Elle a donné son nom au Traité de San Stefano imposé par la Russie à l'Empire ottoman en 1878. La localité est renommée Yeşilköy en 1924.
L'aéroport international d'Istanbul est construit sur le territoire de Yeşilköy. Il s'est d'abord appelé aéroport de Yeşilköy. Puis il a pris le nom du fondateur de la république turque Mustafa Kemal Atatürk.